# Girolamo Grimaldi-Cavalleroni
Pour les articles homonymes, voir Grimaldi (homonymie) et Girolamo Grimaldi.
Girolamo Grimaldi-Cavalleroni, dont le nom est généralement francisé en Jérôme Grimaldi-Cavalleroni (20 août 1595 à Gênes – 4 novembre 1685 à Aix-en-Provence), est un cardinal catholique et archevêque d'Aix-en-Provence de 1648 à sa mort. 
Il est le fils de Giacomo Grimaldi, historien italien et archiviste du Vatican et de Girolama di Agostino de Mari. Archevêque in partibus de Séleucie-en-Isaurie (de) en 1641 et nonce apostolique en France, il est créé cardinal par le pape Urbain VIII le 13 juillet 1643 et devient abbé commendataire des abbayes Notre-Dame-et-Saint-Nicolas de Blanchelande (1646) et Saint-Florent de Saumur (1649) jusqu'à sa mort.

## Succession apostolique
Girolamo Grimaldi-Cavalleroni a ordonné les évêques suivants :
- Archevêque Bernardo Pinelli, C.R. (1644)
- Cardinal Michele Mazzarino, O.P. (1645)
- Évêque Louis de Forbin d'Oppède (1664)
- Évêque Léon Bacoué, O.F.M. (1674)
- Archevêque Giambattista Candiotti (1675)
- Évêque François Picquet (1677)

## Armoiries
| Blason | Blasonnement : Fuselé d'argent et de gueules (qui est de Grimaldi), au chef de gueules chargé d'une aigle couronnée d'or ; sur le fuselé : un écusson d'azur chargé d'un Saint-Paul d'or tenant de sa main dextre une épée fichée en terre et de sa main senestre, repliée sur sa poitrine, un livre fermé. |